# Kostel Povýšení svatého Kříže (Dolní Boříkovice)
Kostel Povýšení svatého Kříže je římskokatolický farní kostel v Dolních Boříkovicích v okrese Ústí nad Orlicí. Kostel je chráněn jako kulturní památka. Je hodnotným dokladem barokní architektury první poloviny 18. století na Kralicku.

## Historie
Kostel je již zdáli viditelnou dominantou Dolních Boříkovic. Pozdně renesanční venkovský kostel se západní věží, pochází z doby kolem roku 1600 (obvodové zdi a věž kostela), upravený a klenutý ve dvou barokních fázích kolem roku 1706 a 1780. Před západním průčelím kostela se nachází kamenné klasicistní sousoší Kalvárie z roku 1816. Na severozápadní straně je situován hřbitov a márnice přimknutá ke kostelní zdi. O přesné době vzniku kostela se nedochovalo mnoho zpráv. Při opravě jeho střechy byla ze hřebenu nad kněžištěm sejmuta železná korouhvička, v níž byly vyřezány dva letopočty vztahující se k opravám v roce 1752 a 1791 V kronice města Králík je zmínka o prvním kostele v Dolních Boříkovicích z roku 1652 jako o stavbě renesanční s barokními a románskými prvky. Dolní Boříkovice patřily do farnosti Králíky a patří dodnes. Kostel i škola byly pod patronátem náboženských fondů. V roce 1787 byl kostel povýšen z filiálního na lokální a v roce 1859 (někdy uváděn i rok 1869) povýšen na farní. Na původní šindelovou střechu byla položena zřejmě již v 19. století břidlicová krytina, která byla v roce 1971 nahrazena střechou plechovou společně s novým hodinovým strojem a ciferníkem. Zároveň proběhla oprava věže a také oprava oken katedrálním sklem z Nového Boru. Rovněž byly vyrobeny a osazeny ochranné sítě na okna. Do věže byla umístěna skříň s hodinovým strojem, které zde byly do 23. září 1993.

Socha sv. Jana Nepomuckého stojící blízko kazatelny

V roce 1971 byla zahájena také asanace hřbitova a stavba vodovodu. V říjnu 1971 byla rozebrána stará šindelová stříška z ohrady kolem hřbitova a byly položeny nové šindele. V roce 1972 byla opravena márnice. S rozebíráním staré dřevěné verandy a schodištěm se začalo v roce 1973. Kolem kostela a přístavku byl u vchodu nahozen speciální sokl, který dosahoval výšky až 150 cm. V roce 1974 byly rámy a pomníky hrobů, ke kterým se nikdo nepřihlásil (většinou se jednalo o hroby s náhrobky původních německých rodin) rozebrány a svezeny pod budoucí schody u kostela. V roce 1975 byla úprava hřbitova ukončena. V roce 1976 bylo vyhotoveno nové vstupní schodiště podle návrhu Státního ústavu památkové péče v Pardubicích. Byly také pořízeny nové dveře z boku chrámové lodi. Tím byla ukončena venkovní oprava kostela. Vnitřní oprava kostela probíhala v letních měsících roku 1988 – zednické, truhlářské práce, bílení a nátěry. Na opravách interiéru pracovali kostelník p. Temňák, který prováděl práce natěračské a mistr malířský Stanislav Vacek z Králík, který odborně opravil hlavní oltářní obraz a doplnil poškozené zlacení. Tolik uvádí deník stavebních prací Ing. Němce z Boříkovic, který se také zasloužil o opravu kostela a byl správcem této památky.V roce 1993 byl kostel vykraden – zmizely dřevěné sochy andělů z obou oltářů a všechny figury z betléma (Kralický betlém).
Před západním průčelím kostela stojí sousoší kalvárie z roku 1816, klasicistní práce lidového umělce. Jedna ze soch tvořící sousoší byla ukradena.

## Architektura

### Vybavení

Kalvárie před vchodem do kostela Povýšení sv. Kříže z roku 1816, práce lidového umělce

Na kúru kostela jsou zachovalé jednomanuálové varhany pražského stavitele varhan Jindřicha Schifnera.
Na dřevěném ochozu po obou stranách visí dřevěné deskové obrazy „Křížová cesta“. V samotném interiéru kostela je dominantní oltář, kazatelna a také dřevěná socha sv. Jana Nepomuckého.
Mobiliář kostela, téměř všechny dřevěné objekty, jsou napadeny dřevokazným hmyzem – červotočem. V havarijním stavu jsou malované dřevěné obrazy Křížové cesty, které by urgentně potřebovaly zásah restaurátora.